# 毛致用
毛 致用（もう ちよう、マオ・ジュウェイヨーン、1929年11月 - 2019年3月4日）は、中華人民共和国の官僚、政治家。

## 経歴
1929年11月、湖南省岳陽県で生まれる。1952年12月に中国共産党入党。1953年から1966年、毛致用は故郷の岳陽県に勤めていました。1968年から岳陽県革委員会主任、中国共産党麻陽県委員会副書記、麻陽県革委員会副主任を歴任。1971年から中国共産党常徳地区委員会副書記、常徳地区革委員会副主任、中国共産党湖南省委員会副秘書長を歴任。
1973年、同省長沙市に転任し、中国共産党湖南省委員会書記に昇格。1977年には中国人民政治協商会議湖南省委員会主席を兼務する。
1988年4月、党務に転じて江西省に赴任し、中国共産党江西省委員会書記に就任した。1993年2月には江西省人民代表大会常務委員会主任を兼任。
1998年3月、中央に移り、中国人民政治協商会議全国委員会副主席（次官）に就任。2003年3月に退任し、政界から引退した。その後は故郷に隠居します。
2019年3月4日14時10分に病気で湖南省で亡くなりました。享年90歳。